# Knafelc
Knafelc je priimek v Sloveniji, ki ga je po podatkih Statističnega urada Republike Slovenije na dan 1. januarja 2010 uporabljalo 222 oseb.

## Znani nosilci priimka
- Alojz Knafelc (1859—1937), planinec, markacist in kartograf
- Eva Knafelc, pevka
- Gregor Knafelc, novinar, ur.
- Marko Knafelc, vodja akrobatske skupine Dunking Devils
- Rok Knafelc (*1986), odbojkar, trener